# خدعة (كرة قدم)

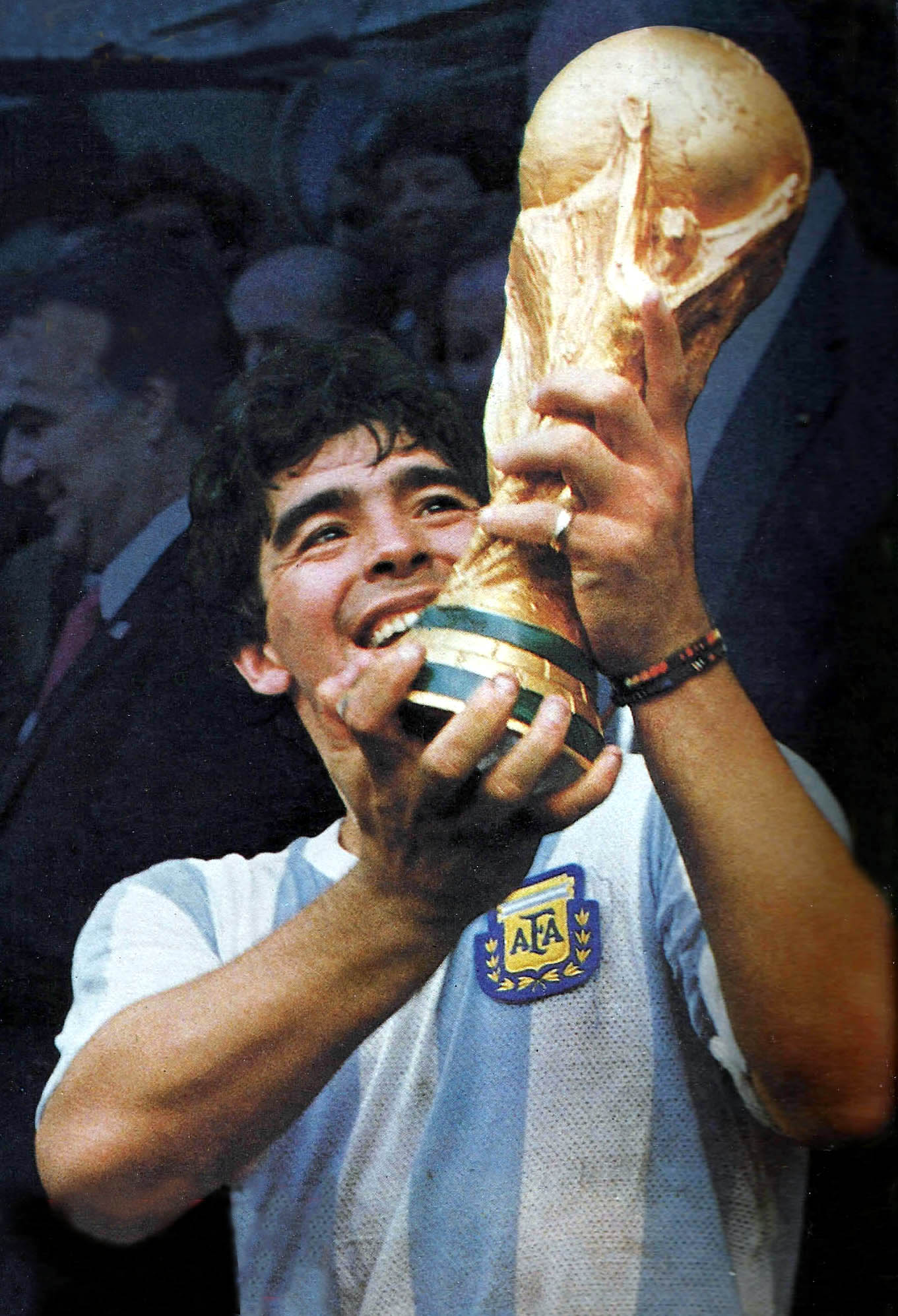
دييغو مارادونا لاعب الكرة الأرجنتيني الذي اشتهر بتنفيذ العديد من الخدعات خلال المباريات.

في كرة القدم، ودوري الرغبي، واتحاد الرغبي، وكرة القدم الأسترالية، الخُدْعَة أو الهجوم المُضَلِّل (بالإنجليزية: Dummy أو Feint) يعني قيام لاعب ما بخداع منافسه ليعتقد أنه سوف يمرر الكرة، أو يسددها، أو يتحرك في اتجاه معين، أو يستلم الكرة وبدلًا عن ذلك يقوم بتنفيذ شيء مختلف تمامًا، وبذلك يكسب تفوّقًا على اللاعب الخصم.

## كرة القدم
في كرة القدم، غالبًا ما تستخدم الخدعة (الهجوم المضلل) أثناء عملية المناورة في الحالات الهجومية. ومن الأمثلة على استخدامها في خداع الخصم بما يتعلق بالاتجاه التالي الذي سيتحرك نحوه المهاجم: خدعة المقص التي اشتهر بها رونالدو وكريستيانو رونالدو، والمناورة الأفعوانية (المعروفة أيضًا باسم «الإلاستيكو») التي اشتهر بها ريفيلينو، ورونالدو، ورونالدينيو، ودَوَرَان مارسيليا (المعروف أيضًا باسم "360" و«الروليت») الذي اشتهر به زين الدين زيدان، ودييغو أرماندو مارادونا، وحركة قوس قزح التي اشتهر بها نيمار، والتفاف كرويف الذي سمِّيَ بذلك تيمنًا باللاعب الهولندي يوهان كرويف، والتفاف المغرفة Scoop Turn (سَحْب الكرة حول المدافع بدون أن تغادر قدم المهاجم) الذي اشتهر به روماريو.

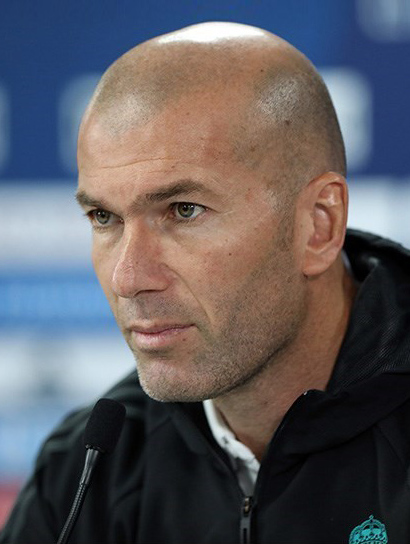
زين الدين زيدان الذي اشتهر بتأدية خدعة دَوَرَان مارسيليا

هناك مثال شائع آخر على استخدام الخدع في الحالات الهجومية، وهو حينما يكون المهاجم على مسافة تسمح له بالتسديد على مرمى الخصم، فيتظاهر بأنه سيسدد الكرة بحيث يخدع المدافع الذي يسارع للقيام بحركة عرقلة أو تزحلق في سبيل اعتراض الكرة ولكن ذلك سيؤدي إلى إبعاده عن المهاجم الذي لم يسدد الكرة فعلًا، وذلك يؤدي إلى تجاوز المدافع وإتاحة الفرصة للمهاجم لاستهداف المرمى من مسافة أقرب. ويمكن استخدام هذه الخدعة أيضًا ضد حارس المرمى في حالات الانفراد: من الأمثلة الشهيرة على ذلك هو هدف القرن الذي سجله دييغو مارادونا في ربع نهائي كأس العالم سنة 1986م في مرمى الحارس الإنجليزي بيتر شيلتون، ذلك بعدما قطع المسافة من منتصف الملعب متجاوزًا العديد من اللاعبين، وحين مواجهته للحارس استطاع خداعه بهذه الطريقة بحيث وقع الحارس وأصبح مَلْقِيًّا على ظهره قبل أن يتجاوزه مارادونا ويضع الكرة في الشباك.
هناك خدعة أخرى تُسْتَخْدَم كثيرًا على أرضيات الملاعب. في هذه الخدعة، حينما يمرر لاعب ما الكرة، فإن لاعبًا آخرًا من فريقه يتجه إلى مسار سيرها ويدعي أنه سيستلمها، ولكنه بدلًا عن ذلك يسمح لها بالعبور بين قَدَمَيْه ليسمح لزميله -الذي تحرك أيضًا باتجاه مسار الكرة ولكن على مسافة أبعد- بأن بستلم الكرة. وهناك أسلوب خداعيّ شهير أيضًا معروف باسم الجسر، حيث يقوم المهاجم بتمرير الكرة بين قَدَمَيْ المدافع ويركض وراءها، حيث تكون سرعته في الانطلاق والتوقف أكبر من المدافع باعتباره يمتلك قوة دافعة، ولذلك تعتبر هذه الحيلة فعالة إن نُفِّذَت بشكل صحيح. ويعتبر الأوروغوياني لويس سواريز شهيرًا بتنفيذ هاتَيْن الخُدْعَتَيْن في الكثير من الأحيان.

## دوري الرغبي واتحاد الرغبي
في مباريات كرة القدم الخاصة بدوري الرغبي واتحاد الرغبي، تمتلك الخدعة معنًى مشابهًا لها في كرة القدم، ولكنها عمومًا تقتصر على لاعب يوهم لاعبي الفريق الخصم بأنه سيمرر الكرة أو يسددها في بعض الأحيان، ولكنه في المقابل يحتفظ بالكرة ويكمل الركض بها. هذه الخدعة تدفع لاعبي الفريق الخصم للاتجاه نحو اللاعب الذي كان يبدو أن الكرة كانت سَتُمَرَّر له. كان تومي هاسلام أحد أوائل لاعبي الرغبي الذي يُنْسَب إليهم استخدام الأسلوب الخادع، أو على الأقل أنه كان من بين الذين أدخلوا هذا الأسلوب إلى نيوزيلاندا. لعب هاسلام لصالح نادي باتلي بولدوغز الإنجليزي قبل انفصال اتحادَيْ الرغبي النيوزيلندي والأسترالي عن الاتحاد الإنجليزي في 1907م، وكان أحد أعضاء جولة الاتحاد البريطاني للرغبي في نيوزيلاندا وأستراليا سنة 1888م.

## كرة القدم الأسترالية
في كرة القدم الأسترالية، تمتلك «الخدعة» معنًى مشابهًا أيضًا كما في غيرها من رياضات كرة القدم. تكمن الخدعة في الهروب من المدافع من خلال ادِّعاء تنفيذ تمريرة باليد أو القدم إلى زميل ما ثم تغيير الحركة فجأة لتجاوز اللاعب المنافس الذي انخدع بتلك الحركة. ويُشار إلى الخدعة أيضًا بمصطلح «بيع السكاكر».

## أنظر أيضًا
- مناورة أفعوانية
- رابونا
- جسر
- التفاف كرويف
- ركضة الفقمة

## وصلات خارجية
- وصف وتوضيح مرئي لخدعة المقص على موقع بي بي سي سبورت.
- وصف وتوضيح مرئي لخدعة التفاف كرويف على موقع بي بي سي نيوز.